# Santo Domingo Armenta
Santo Domingo Armenta es una localidad del estado mexicano de Oaxaca. Es cabecera del municipio de Santo Domingo Armenta.

## Demografía
| Censo | Población |
| ----- | --------- |
| 1900  | 1343      |
| 1910  | 1319      |
| 1921  | 1101      |
| 1930  | 1234      |
| 1940  | 819       |
| 1950  | 1365      |
| 1960  | 1655      |
| 1970  | 1935      |
| 1980  | 398       |
| 1990  | 2738      |
| 1995  | 2613      |
| 2000  | 2639      |
| 2005  | 2418      |
| 2010  | 2577      |
| 2020  | 2517      |